# Tomoplagia pleuralis
Tomoplagia pleuralis är en tvåvingeart som beskrevs av Friedrich Georg Hendel 1914. Tomoplagia pleuralis ingår i släktet Tomoplagia och familjen borrflugor. Inga underarter finns listade i Catalogue of Life.